# Amélia Luisa Damiani
Amélia Luisa Damiani (São Paulo, 3 de agosto de 1952) é uma geógrafa, pesquisadora e professora universitária brasileira. 
Especialista na geografia urbana, especialmente da cidade de São Paulo, é professora titular do Departamento de Geografia da Universidade de São Paulo.
Coordena desde 2003, com a professora Odette Carvalho de Lima Seabra, o Grupo de Pesquisa “Geografia Urbana: a vida cotidiana e o urbano”, grupo do Diretório de Grupos de Pesquisas no Brasil, do CNPq.
Ingressou no curso de geografia da Universidade de São Paulo, onde se graduou em 1975. Em 1977, ingressou no mestrado na mesma instituição, que defendeu em 1985. Em 1993, sob a orientação do professor Manoel Gonçalves Fernando Seabra, defendeu seu doutorado em geografia urbana, onde estudou o cotidiano do Conjunto Habitacional Itaquera I, na zona leste da cidade de São Paulo.
Tem pós-doutorado pela Universidade Paris-Sorbonne e em 2008 defendeu sua livre-docência. Uma das pioneiras nos estudos da urbanização e do cotidiano das populações em ambiente urbano, em especial, das metrópoles brasileiras, com foco na região metropolitana de São Paulo. Escreveu vários livros na área da geografia urbana. Desenvolve trabalhos sobre as dinâmicas da população nas metrópoles, com crítica ao sistema capitalista.